# Бамстройпуть
ОАО «Бамстройпуть» (открытое акционерное общество «Ордена Трудового Красного Знамени Бамстройпуть») — строительная компания, специализирующаяся на проектировании и возведении объектов промышленного и гражданского назначения. Изначально было создано как Управление Строительства «Бамстройпуть».

## История
Компания основана 17 ноября 1971 в Москве приказом Министерства транспортного строительства СССР об организации управления строительства «Бамстройпуть» с целью завершения прокладки рельсов от Тайшета до Комсомольска-на-Амуре. Первоначально располагалось на станции Сковородино в Амурской области. Первый начальник — Валентин Иннокентьевич Мокровицкий.
В 1980 году, по мере завершения якутского направления, разворачивается передислокация Управления на Читинский север к стыковочной линии Хани-Чара-Витим протяженностью 330 км.
«Бамстройпуть» уложил самое первое «серебряное» звено возобновленной стройки. Также на участке управления произошла стыковка магистрали с укладкой двух «золотых» звеньев.
Первые 20 лет истории компании связаны со строительством БАМа.
В июле 1992 года в процессе приватизации преобразовано в ОАО «Бамстройпуть» и до 2001 года располагалось в Амурской и Читинской областях, в районах крайнего и приравненного к ним Севера.
В 2001 году после наводнения в Ленске за короткий срок был построен поселок на 2500 жителей с полным обеспечением инженерными сооружениями и социально-культурными объектами.

## Основные проекты
Всероссийский центр экстренной радиационной медицины в Санкт-Петербурге (1996—1998 гг.);
Многофункциональные физкультурно-оздоровительные комплексы в 38 регионах РФ (2006—2008 гг.);
Дом Правительства Московской области в Красногорске (2008 г.);
Институт противопожарной службы МЧС России в Воронеже (2011—2012 гг.);
Штаб-квартира Русского географического общества (ВОО РГО) в Москве (2012 г.);
Академия Гражданской Защиты в Химкинском районе Московской области (1994—2013 гг.);
Национальный центр управления обороной России (НЦУО РФ) в Москве (2014 г.);
Штаб-квартира Русского географического общества (ВОО РГО) в Севастополе (2015 г.);
Военная академия РВСН им. Петра Великого в Балашихе (2017 г.);
Ремонтные и реставрационные работы в Здании Московского государственного театра «Ленком Марка Захарова» (2010—2019 гг.);
Объекты на территории Военно-патриотического парка «Патриот» в Московской области (2015—2020 гг.);
Военный инновационный технополис «ЭРА» в Анапе (2018—2020 гг.).

## Достижения
В 1984 году ОАО «Бамстройпуть» награждено Орденом Трудового Красного Знамени.